# Drag racing

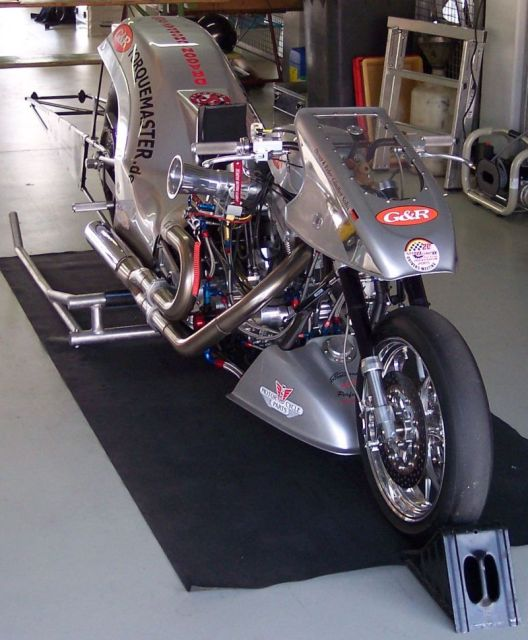
Una Harley Davidson Top Fuel

I termini drag racing, drag bike, drag motocycle e sprinting (utilizzati in inglese) si riferiscono a una forma di competizione motociclistica contro il cronometro, di pura accelerazione. Si tratta dell'equivalente dei dragster in campo automobilistico.
Queste gare si possono svolgere su asfalto (con motociclette tradizionali o con motoslitte) o su prato (solo con motoslitte).

## Diffusione
Questo sport è comune in America soprattutto per le gare di automobili che esistono in varie classi, mentre è particolarmente comune quello con le motociclette in Inghilterra e nella penisola scandinava. Ci sono varie classi, praticamente per qualsiasi tipo di moto e non ci sono limiti d'età per partecipare.

## Caratteristiche delle gare
Il circuito o per meglio dire il tracciato è una linea retta su percorso di breve lunghezza, generalmente da 1/4 o 1/8 di miglia, che corrispondono a 402,33 e 201,16 metri rispettivamente.
Le gare vengono comunque generalmente effettuate sui 400 metri, a meno che non vi siano particolari problemi di sicurezza che consiglino di accorciare il tracciato.
Tutta la gara si svolge in accelerazione, partendo da fermi. I piloti gareggiano uno contro uno con manche a eliminazione diretta.

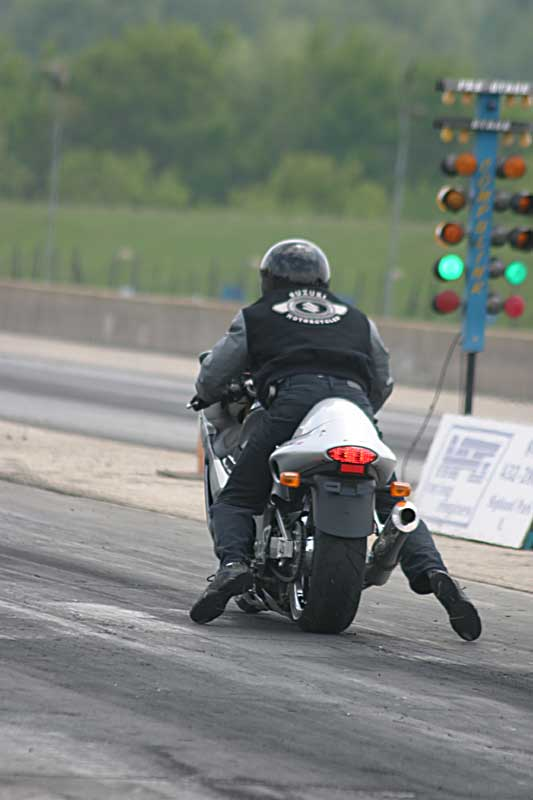
Una moto al "semaforo"

La partenza è regolata da un particolare semaforo detto albero di natale composto da numerose coppie di luci:
- pre-stage (luci bianche) indicano che il pilota è vicino alla linea di partenza
- stage (luci bianche) indicano che il pilota è pronto alla partenza
- 3 luci gialle scandiscono il conto alla rovescia prima della partenza
- luce verde partenza
- luce rossa indica una falsa partenza che equivale alla squalifica.

La bravura dei piloti sta nel partire prima della luce verde senza commettere una falsa partenza. Questo è possibile a causa del tempo che intercorre fra la decisione di partire e l'effettivo movimento della moto sull'asfalto.
I migliori specialisti della categoria riescono in questa maniera a guadagnare preziosi centesimi di secondo, riuscendo praticamente ad annullare il tempo di reazione al semaforo.
Prima della partenza, i piloti di moto si producono in prolungati e spettacolari burn-out, ossia accelerano mantenendo la moto ferma con il freno anteriore con lo scopo di scaldare lo pneumatico posteriore e migliorare l'aderenza.

## Campionati
I più importanti campionati di specialità sono il campionato americano AMA Dragbike e il Campionato Europeo Dragbike, gestito dalla UEM.
Il campionato Europeo si articola su 4 categorie:
- Pro Stock (classe dedicata a moto derivate dalla produzione di serie. Motori aspirati da 3 a 4 cilindri fino a 1800cm³ o bicilindrici fino a 3200 cm³, tutti alimentati con benzine tradizionali)
- Super Twin (motori fino a 2 cilindri, aspirati fino a 3278 cm³ o sovralimentati fino a 1700 cm³, alimentati a nitrometano puro; sono ammessi motori turbo fino a 2000 cm³ se alimentati con una miscela al 90% di nitrometano con metanolo)
- Top Fuel (fino al 2002 nota come Competition Bike; motori aspirati fino a 3278 cm³ o sovralimentati fino a 1700 cm³ (fino a 2000 cm³ per i due cilindri), alimentati a nitrometano)
- Funny Bike (categoria introdotta nel 2010. Sono impiegate moto fino a 3278 cm³ senza cambio o fino a 2500 cm³ se dotate di cambio o sovralimentazione)

Per le motoslitte, la UEM organizza da alcuni anni due Coppe Europee: una con gare su asfalto, l'altra con gare su erba (dove esistono 2 categorie: la Pro Stock e la Open Fuel).

## Caratteristiche tecniche
I mezzi impiegati, soprattutto nelle categorie più estreme, si presentano molto diversi rispetto alle moto stradali. Molto bassi e lunghi, i dragster presentano forcelloni sproporzionati per limitare la tendenza all'impennata e sono spesso equipaggiati con una wheelie-bar (un lungo telaio metallico munito di ruote posizionato dietro il mezzo) per impedire il ribaltamento in partenza. Alla ricerca della massima prestazione e di una certa stabilità alle alte velocità, queste moto sono generalmente prive di sospensione posteriore e presentano un'avancorsa lunghissima.
I dragster sono spesso sprovvisti del comando della frizione. Questa viene infatti generalmente azionata automaticamente, proprio come avviene negli scooter.
Benché esistano anche moto con un numero di marce tradizionale, molti preparatori si limitano a usare 2 marce (o addirittura una sola) per evitare di perdere tempo nelle cambiate. In ogni caso, il cambio è spesso azionato in maniera automatica o tramite un pulsante al manubrio.
Gli pneumatici posteriori sono identici a quelli utilizzati dalle auto; talmente larghi da consentire alle moto di rimanere in equilibrio anche da ferme.
La frenata è affidata unicamente a normali freni a disco azionati dal pilota. Al contrario delle auto, le moto sono infatti sprovviste di paracadute e non possono generalmente sfruttare il freno motore a causa dei particolari tipi di trasmissione utilizzati.
I dragster necessitano di quasi 1 km per fermarsi al termine della gara.

## Prestazioni e record
- I motori dei dragster hanno potenze che variano dai circa 300 CV delle Pro Stock ai 700-800 delle Super Twin fino ai 1000 e più cavalli delle Top Fuel.
Queste ultime accelerano da 0 a 300 km/h in 4 secondi e coprono il 1/4 di miglio in poco più di 6 secondi superando tranquillamente i 350 km/h. Le altre categorie hanno prestazioni leggermente inferiori: circa 6,5 secondi per le Super Twin e 7 secondi per le Pro Stock con velocità massime di circa 350 e 300 km/h rispettivamente.
Le differenze si riducono nelle gare sulla distanza di 200 metri, con tempi che variano da 4 a 5 secondi e velocità da 230 a 300 km/h.
- Le motoslitte sono nettamente svantaggiate rispetto alle due ruote.
Nelle gare su asfalto, i tempi si attestano a 9 secondi per 1/4 di miglio e 6 secondi per 1/8 di miglio, con velocità massime dai 180 ai 230 km/h circa.
Nelle gare su erba (corse sulla distanza di 152 metri), le migliori Open Fuel si avvicinano ai 4 secondi e superano i 200 km/h di velocità.

| Categoria  | Tempo  | Anno | Pilota            | Paese                  | Moto            | Velocità | Anno | Pilota             | Paese               | Moto   |
| ---------- | ------ | ---- | ----------------- | ---------------------- | --------------- | -------- | ---- | ------------------ | ------------------- | ------ |
| Top Fuel   | 5,978" | 2009 | Peter Svensson    | Svezia (bandiera)      | Billet          | 380 km/h | 2009 | Peter Svensson     | Svezia (bandiera)   | Billet |
| Super Twin | 6,458" | 2004 | Anders Karling    | Svezia (bandiera)      | Harley Davidson | 358 km/h | 2006 | Ronny Aasen        | Norvegia (bandiera) | PRP    |
| Funny Bike | 6,662" | 2010 | Rikard Gustafsson | Svezia (bandiera)      | Suzuki          | 338 km/h | 2010 | Rikard Gustafsson  | Svezia (bandiera)   | Suzuki |
| Pro Stock  | 7,078" | 2009 | Dave Beck         | Regno Unito (bandiera) | Suzuki          | 304 km/h | 2010 | Anders Abrahamsson | Svezia (bandiera)   | Suzuki |

| Categoria  | Tempo  | Anno | Pilota           | Paese             | Moto            | Velocità | Anno | Pilota           | Paese             | Moto            |
| ---------- | ------ | ---- | ---------------- | ----------------- | --------------- | -------- | ---- | ---------------- | ----------------- | --------------- |
| Top Fuel   | 4,061" | 2009 | Peter Svensson   | Svezia (bandiera) | Billet          | 304 km/h | 2009 | Peter Svensson   | Svezia (bandiera) | Billet          |
| Super Twin | 4,291" | 2001 | Anders Karling   | Svezia (bandiera) | Harley Davidson | 281 km/h | 2001 | Anders Karling   | Svezia (bandiera) | Harley Davidson |
| Funny Bike |        |      |                  |                   |                 |          |      |                  |                   |                 |
| Pro Stock  | 4,870" | 2000 | Roger Pettersson | Svezia (bandiera) | Suzuki          | 233 km/h | 2000 | Roger Pettersson | Svezia (bandiera) | Suzuki          |

| Categoria            | Tempo  | Anno | Pilota              | Paese             | Moto       | Velocità | Anno | Pilota              | Paese             | Moto       |
| -------------------- | ------ | ---- | ------------------- | ----------------- | ---------- | -------- | ---- | ------------------- | ----------------- | ---------- |
| Pro Stock 1/4 miglio | 8,928" | 2007 | Urban Eriksson      | Svezia (bandiera) | Arctic Cat | 236 km/h | 2007 | Urban Eriksson      | Svezia (bandiera) | Arctic Cat |
| Pro Stock 1/8 miglio | 5,927" | 2006 | Christina Blomquist | Svezia (bandiera) | Yamaha     | 184 km/h | 2006 | Christina Blomquist | Svezia (bandiera) | Yamaha     |

| Categoria           | Tempo  | Anno | Pilota          | Paese               | Moto       | Velocità | Anno | Pilota          | Paese               | Moto       |
| ------------------- | ------ | ---- | --------------- | ------------------- | ---------- | -------- | ---- | --------------- | ------------------- | ---------- |
| Top Fuel 152 metri  | 4,393" | 2008 | Morten Rushfeld | Norvegia (bandiera) | Arctic Cat | 207 km/h | 2008 | Morten Rushfeld | Norvegia (bandiera) | Arctic Cat |
| Pro Stock 152 metri | 4 703" | 2009 | Stefan Liminka  | Svezia (bandiera)   | Arctic Cat | 177 km/h | 2008 | Stefan Liminka  | Svezia (bandiera)   | Arctic Cat |

## Campioni europei

### Campionato Top Fuel

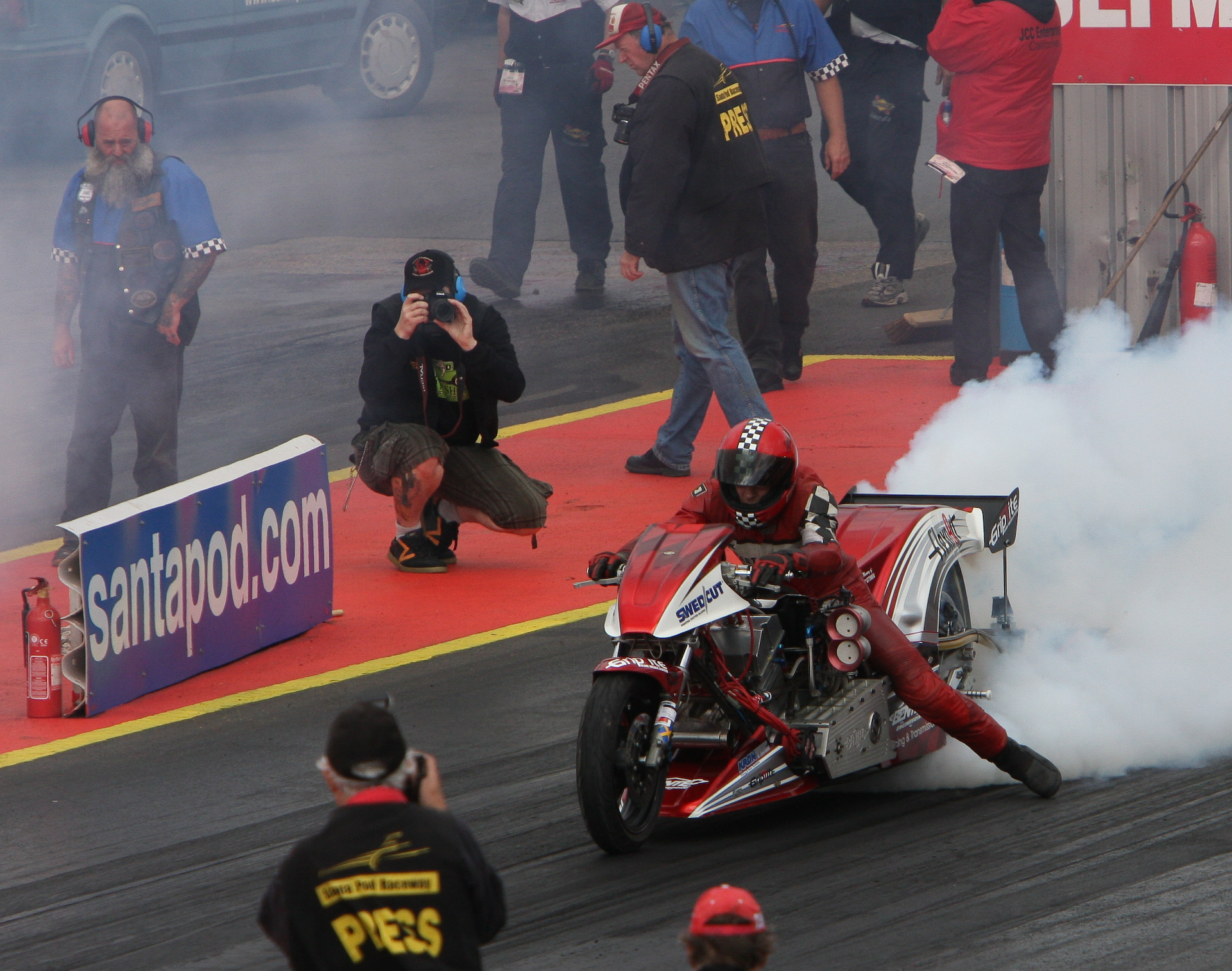
Il pilota Per Bengtsson scalda lo pneumatico posteriore della sua Super Twin

Categoria nota come Competition Bike fino al 2002
| Anno | Nome              | Paese                  | Moto     | Note |
| ---- | ----------------- | ---------------------- | -------- | ---- |
| 2011 |                   |                        |          |      |
| 2010 | Petri Paljakka    | Finlandia (bandiera)   | Puma     |      |
| 2009 | Ian King          | Regno Unito (bandiera) | Puma     |      |
| 2008 | Ian King          | Regno Unito (bandiera) | Puma     |      |
| 2007 | Ian King          | Regno Unito (bandiera) | Puma     |      |
| 2006 | Rikard Gustavsson | Svezia (bandiera)      | Suzuki   |      |
| 2005 | Ian King          | Regno Unito (bandiera) | Puma     |      |
| 2004 | Roel Koedam       | Paesi Bassi (bandiera) | Yamaha   |      |
| 2003 | Roel Koedam       | Paesi Bassi (bandiera) | Yamaha   |      |
| 2002 | Sverre Dahl       | Norvegia (bandiera)    | Yamaha   |      |
| 2001 | Ian King          | Regno Unito (bandiera) | Puma     |      |
| 2000 | Öivind von Essen  | Norvegia (bandiera)    |          |      |
| 1999 | Roel Koedam       | Paesi Bassi (bandiera) | Yamaha   |      |
| 1998 | Eric Teboul       | Francia (bandiera)     | Kawasaki |      |
| 1997 | Roel Koedam       | Paesi Bassi (bandiera) | Yamaha   |      |
| 1996 | Peter Svensson    | Svezia (bandiera)      | Billet   |      |
| 1995 | Peter Svensson    | Svezia (bandiera)      | Billet   |      |
| 1994 | Peter Bosset      | Svizzera (bandiera)    | Suzuki   |      |
| 1993 | Henk Geeve        | Paesi Bassi (bandiera) |          |      |
| 1992 | Eric Teboul       | Francia (bandiera)     |          |      |
| 1991 | C. Elampson       | Regno Unito (bandiera) |          |      |
| 1990 | J. Hillman        | Finlandia (bandiera)   |          |      |

### Campionato Super Twin
| Anno | Nome                | Paese                  | Moto            | Note |
| ---- | ------------------- | ---------------------- | --------------- | ---- |
| 2011 |                     |                        |                 |      |
| 2010 | Lorenz Stäuble      | Svizzera (bandiera)    | PRP             |      |
| 2009 | Per Bengtsson       | Svezia (bandiera)      | Bentec          |      |
| 2008 | Svein-Olav Rolfstad | Norvegia (bandiera)    | Fast Cat        |      |
| 2007 | Lorenz Stauble      | Svizzera (bandiera)    | PRP             |      |
| 2006 | Ronny Aasen         | Norvegia (bandiera)    | PRP             |      |
| 2005 | Ronny Aasen         | Norvegia (bandiera)    | PRP             |      |
| 2004 | Ton Pels            | Paesi Bassi (bandiera) | Harley-Davidson |      |
| 2003 | Per Bengtsson       | Svezia (bandiera)      | Bentec          |      |
| 2002 | Anders Karling      | Svezia (bandiera)      | Harley-Davidson |      |
| 2001 | Anders Karling      | Svezia (bandiera)      | Harley-Davidson |      |
| 2000 | Stefan Junerud      | Svezia (bandiera)      | Servex          |      |
| 1999 | Per Bengtsson       | Svezia (bandiera)      | Bentec          |      |
| 1998 | Gerhard Willemse    | Paesi Bassi (bandiera) | Puma            |      |
| 1997 | Werner Sohn         | Austria (bandiera)     | Harley-Davidson |      |
| 1996 | Ton Pels            | Paesi Bassi (bandiera) | Harley-Davidson |      |
| 1995 | Anders Karling      | Svezia (bandiera)      | Harley-Davidson |      |
| 1994 | Anders Karling      | Svezia (bandiera)      | Harley-Davidson |      |

### Campionato Pro Stock
| Anno | Nome               | Paese                  | Moto     | Note |
| ---- | ------------------ | ---------------------- | -------- | ---- |
| 2011 |                    |                        |          |      |
| 2010 | Ulf Ögge           | Svezia (bandiera)      | G2 Buell |      |
| 2009 | Ulf Ögge           | Svezia (bandiera)      | G2 Buell |      |
| 2008 | Fredrik Fredlund   | Finlandia (bandiera)   | Suzuki   |      |
| 2007 | Tom Tinndahn       | Svezia (bandiera)      | Buell    |      |
| 2006 | Anders Abrahamsson | Svezia (bandiera)      | Suzuki   |      |
| 2005 | Roger Pettersson   | Svezia (bandiera)      | Suzuki   |      |
| 2004 | Roger Pettersson   | Svezia (bandiera)      | Suzuki   |      |
| 2003 | Roger Pettersson   | Svezia (bandiera)      | Suzuki   |      |
| 2002 | Öivind von Essen   | Norvegia (bandiera)    | Suzuki   |      |
| 2001 | Roger Pettersson   | Svezia (bandiera)      | Suzuki   |      |
| 2000 | Roger Pettersson   | Svezia (bandiera)      | Suzuki   |      |
| 1999 | Roger Pettersson   | Svezia (bandiera)      | Suzuki   |      |
| 1998 | Roger Pettersson   | Svezia (bandiera)      | Suzuki   |      |
| 1997 | Roger Pettersson   | Svezia (bandiera)      | Suzuki   |      |
| 1996 | Roger Pettersson   | Svezia (bandiera)      | Suzuki   |      |
| 1995 | Stefan Mejerwall   | Svezia (bandiera)      | Suzuki   |      |
| 1994 | Dave Beck          | Regno Unito (bandiera) | Suzuki   |      |
| 1993 | Veli Malin         | Finlandia (bandiera)   | Kawasaki |      |
| 1992 | M. Balsberger      | Svezia (bandiera)      |          |      |
| 1991 | W. Saunders        | Regno Unito (bandiera) |          |      |
| 1990 | M. Balsberger      | Svezia (bandiera)      |          |      |

### Coppa Funny Bike
| Anno | Nome            | Paese               | Moto | Note |
| ---- | --------------- | ------------------- | ---- | ---- |
| 2011 |                 |                     |      |      |
| 2010 | Christian Jager | Germania (bandiera) |      |      |

### Coppa motoslitte su asfalto
| Anno | Nome                | Paese             | Moto       | Note |
| ---- | ------------------- | ----------------- | ---------- | ---- |
| 2008 | Christina Blomquist | Svezia (bandiera) | Yamaha     |      |
| 2007 | Urban Eriksson      | Svezia (bandiera) | Arctic Cat |      |
| 2006 | Christina Blomquist | Svezia (bandiera) | Yamaha     |      |

### Coppa motoslitte su erba - Top Fuel
| Anno | Nome         | Paese                | Moto   | Note |
| ---- | ------------ | -------------------- | ------ | ---- |
| 2009 | Fredrik Sten | Finlandia (bandiera) | Yamaha |      |

### Coppa motoslitte su erba - Pro Stock
| Anno | Nome           | Paese               | Moto    | Note |
| ---- | -------------- | ------------------- | ------- | ---- |
| 2009 | Trond Lundberg | Norvegia (bandiera) | Ski Doo |      |